# とよす☆ルシフェリン
「とよす☆ルシフェリン」は、栗山千明の楽曲で、6枚目のシングルとして2013年4月24日にデフスターレコーズから発売された。

## 背景
前作から1年5カ月ぶりのシングルとなった。

## 制作
自身の1枚目のアルバム『CIRCUS』の収録曲「ルーレットでくちづけを」（2011年）で親交を持ったことから、今作の制作が始まった。
作編曲を担当した滝が作ったオケを、後藤に渡す形で作詞を依頼した。また、オケとともに添えられていた「暗い感じではなくて、光が見える感じで」という一言を自己解釈し、後藤は作詞に取り掛かった。光や明るさに関する単語を思い浮かべながら書かれていった。また、後藤が詞を書いていた時期によく訪れていた豊洲はタイトルに含まれることになった。

## ミュージック・ビデオ

### とよす☆ルシフェリン

#### 制作
東京都江東区の豊洲で撮影された。

#### リリース
ワン・コーラス・バージョンが2013年4月18日にYouTubeで公開された。そして約半年後にリリースされたシングル「0」にフル・コーラス・バージョンが収録された 。

## 楽曲について
3.ルーレットでくちづけを
1枚目アルバム『CIRCUS』及び『CIRCUS Deluxe Edition』から再収録。

## パッケージ
- 初回仕様限定盤：CD
- 通常盤：CD

初回仕様限定盤と通常盤の2形態で発売され、ジャケットもそれぞれ異なる。また、初回仕様限定盤の生産は期間が限定されている。
初回仕様限定盤は紙ジャケット仕様で、栗山千明カードが3種から1種がランダム封入される。

## プロモーション
リリース前後にはテレビ音楽番組に出演、その中で『ミュージックステーション』（2013年5月3日放送分）に初出演した。
また、ナタリーでは、表題曲の作詞を担当した後藤まりことの対談企画が行われた。

## 収録曲
| 全作曲: 滝善充。 演奏: 滝善充（#1,#2）、9mm Parabellum Bullet（#3）。 |                              |            |                                                               |                       |      |
| #                                                                     | タイトル                     | 作詞       | 作曲・編曲                                                    | 編曲                  | 時間 |
| 1.                                                                    | 「とよす☆ルシフェリン」      | 後藤まりこ | 滝善充。 演奏: 滝善充（#1,#2）、 9mm Parabellum Bullet （#3） | 滝善充                | 3:58 |
| 2.                                                                    | 「ほどけない、僕等は絶対。」 | 尾形回帰   | 滝善充。 演奏: 滝善充（#1,#2）、 9mm Parabellum Bullet （#3） | 滝善充                | 3:24 |
| 3.                                                                    | 「ルーレットでくちづけを」   | 菅原卓郎   | 滝善充。 演奏: 滝善充（#1,#2）、 9mm Parabellum Bullet （#3） | 9mm Parabellum Bullet | 3:08 |
| 合計時間:                                                             | 合計時間:                    | 合計時間:  | 合計時間:                                                     | 10:31                 |      |

## クレジット
※作詞、作編曲、演奏を除く。
1. とよす☆ルシフェリン
Drum Tuner：山口大吾 (People In The Box)
Recording & Mixing：川面春友
Assistance：小高しなの
2. ほどけない、僕等は絶対。
Drum Tuner：かみじょうちひろ (9mm Parabellum Bullet)
Recording & Mixing：川面春友
Assistance：小高しなの
3. ルーレットでくちづけを
Drum Tuner：三原重夫
Equipment Technician：今村圭介
Recording & Mixing：日下貴世志